# Instituto Tecnológico de Ciudad Madero
Das Instituto Tecnológico de Ciudad Madero (Technische Fachhochschule von Madero Stadt) ist eine 1954 gegründete technische Universität in Ciudad Madero im mexikanischen Bundesstaat Tamaulipas.